# Peter Bowers
Peter M. Bowers (* 15. Mai 1918 in San Francisco, Kalifornien; † 27. April 2003 in Seattle, Washington) war ein Luftfahrtjournalist und Ingenieur.
Bowers kam bereits früh mit der Luftfahrt in Kontakt. Er baute zunächst Modellflugzeuge und begann mit der Fotografie von Flugzeugen. Er besuchte die Boeing School of Aeronautics in Oakland und schloss sie erfolgreich ab. 1941 konnte er erstmals Fotos an Jane’s All the World’s Aircraft verkaufen. 1943 ging er zur USAAF und diente als Wart unter anderem in China, Burma und Indien. Er wurde Leiter eines Militär-Programms, das das Erkennen und Identifizieren von Flugzeugen erleichterte. 1947 verließ er die Armee und lernte fliegen. Er konnte bis zu seinem Tod etwa 8000 Flugstunden ansammeln. Er entwickelte ein Eigenbauflugzeug, die Bowers Fly Baby, die 1962 den Experimental Aircraft Association Entwicklerpreis gewann und von der etwa 5000 Exemplare gebaut wurden.
Bowers wurde berühmt für seine Berichte und Bilder im Bereich der Luftfahrt. Er schrieb für das US-amerikanische Magazin General Aviation News und veröffentlichte dort, neben 26 Büchern, etwa 800 Artikel über historische Flugzeugtypen. Hauptberuflich war er als Ingenieur 36 Jahre bei Boeing beschäftigt, bevor er 1988 in den Ruhestand ging. Bowers war mit Alice Bowers verheiratet. Zusammen mit ihr hat er einen Sohn, David R. Bowers. Unmittelbar vor seinem Tod konnte er noch eine erhebliche Zahl von Artikeln verfassen, die bis heute in der General Aviation News erscheinen.
Bowers erlag einem Krebsleiden.